# ドバイ国際博覧会
ドバイ国際博覧会（ドバイこくさいはくらんかい、Expo 2020 Dubai、 別名:ドバイ万博）はアラブ首長国連邦のドバイで行われた国際博覧会。「登録博」に区分されており、総合的なテーマを扱う、大規模博覧会として実施される。中東での開催は初となる。本万博のテーマは「心を繋いで、未来を創る」である。
当初予定の開催期間は2020年10月20日から2021年4月10日までであったが、新型コロナウイルス感染症（COVID-19）の世界的流行に伴い、2021年10月1日から2022年3月31日までの開催期間に延期された。博覧会後にはエキスポシティドバイとして整備。2023年のCOP28が行われた。

## 選出
2013年11月27日に行われたBIE総会で投票が行われ、四都市の中からドバイに決定した。
ドバイの他、ロシア連邦のエカテリンブルク、トルコのイズミル、ブラジルのサンパウロの三都市が立候補していた。決選投票で、ドバイとエカテリンブルクが競い、116票対47票で圧勝した。
- トルコ イズミル
- ロシア エカテリンブルク
- ブラジル サンパウロ
- アラブ首長国連邦 ドバイ

## テーマ
テーマは「Connecting Minds, Creating the Future（心をつなぎ、未来を創る）」で、サブテーマはMobility（流動性）、Opportunity（機会）、Sustainability（持続可能性）の3つが掲げられており、サブテーマごとにゾーニングされている。

## 参加国・国際機関
1. アフガニスタン[4]
2. アルジェリア
3. アンゴラ
4. アルゼンチン
5. オーストラリア
6. アゼルバイジャン
7. オーストリア
8. バハマ
9. バーレーン
10. ベラルーシ
11. ベルギー
12. ブータン
13. ブルガリア
14. ブルキナファソ
15. バングラデシュ
16. ブルネイ
17. ブラジル
18. カナダ
19. カンボジア
20. カーボベルデ
21. 中央アフリカ共和国
22. チリ
23. 中国
24. コロンビア
25. キューバ
26. キプロス
27. チェコ
28. コンゴ共和国
29. コンゴ民主共和国
30. デンマーク
31. ドミニカ共和国
32. ジブチ
33. エクアドル
34. エジプト
35. エストニア
36. エチオピア
37. フランス[5]
38. フィジー
39. フィンランド
40. ギリシャ
41. グレナダ
42. ギニア
43. ドイツ
44. 香港
45. ハンガリー
46. インド
47. インドネシア
48. イスラエル
49. イタリア
50. イラン
51. イラク
52. アイスランド
53. アイルランド
54. 日本
55. ヨルダン
56. カザフスタン
57. ケニア
58. コソボ
59. クウェート
60. キルギス
61. ラオス
62. レソト
63. レバノン
64. リベリア
65. リトアニア
66. ルクセンブルク
67. ラトビア
68. マカオ
69. マーシャル諸島
70. マレーシア
71. モーリシャス
72. モナコ
73. モンゴル
74. モロッコ
75. ミャンマー
76. メキシコ
77. モザンビーク
78. ナウル
79. オランダ
80. ネパール
81. ナイジェリア
82. ニュージーランド
83. 朝鮮民主主義人民共和国
84. ノルウェー
85. オマーン
86. パキスタン
87. パレスチナ[6][7]
88. フィリピン
89. ポーランド
90. ポルトガル
91. ペルー
92. パナマ
93. カタール
94. ロシア
95. ルーマニア
96. ルワンダ
97. セネガル
98. シンガポール
99. シエラレオネ
100. スロベニア
101. ソロモン諸島
102. ソマリア
103. スペイン
104. セントクリストファー・ネイビス
105. セントルシア
106. セントビンセント・グレナディーン
107. サウジアラビア
108. 韓国
109. スウェーデン
110. スイス
111. 南アフリカ
112. スーダン
113. サンマリノ
114. スリランカ
115. 台湾
116. タイ
117. トーゴ
118. チュニジア
119. ツバル
120. 東ティモール
121. トルコ
122. トルクメニスタン
123. タジキスタン
124. タンザニア
125. ウクライナ
126. アラブ首長国連邦[8]
127. イギリス
128. アメリカ
129. ウガンダ
130. ウルグアイ
131. バチカン市国
132. ベトナム
133. ベネズエラ
134. イエメン
135. ジンバブエ

## 協賛社
- アクセンチュア
- シスコシステムズ
- DPワールド
- エミレーツNBD
- エティサラート
- エミレーツ航空
- マスターカード
- 日産自動車
- ペプシコ
- SAP
- シーメンス